# ナイアガラ川
ナイアガラ川（ナイアガラがわ、Niagara River）は、五大湖のエリー湖からオンタリオ湖へ流れる河川である。五大湖・セントローレンス川水系の一部をなしている。また、アメリカ合衆国ニューヨーク州とカナダ・オンタリオ州の国境線・州境線を形成している。途中にはナイアガラ滝がある。「ナイアガラ」の語源については、ナイアガラの滝#語源と歴史を参照されたい。

## 概要
「海峡」と記されることもある全長58kmのナイアガラ川は、エリー湖とオンタリオ湖の間の地峡を分かつように流れている。エリー湖の起点とオンタリオ湖の河口とには99mの標高差がある。地峡にはナイアガラ崖線が通っており、ケスタ地形を形成している。ナイアガラ滝はナイアガラ川がケスタの急崖にさしかかったところに形成されたが、12,000年にわたる侵食により、滝は崖線より11km上流に移り、滝から崖線までの間に渓谷が形成された。
川の落差は水力発電に利用されている。古い発電所はジョン・モルガンなどの出資で1895年8月26日に運転を始めた。
新しいものだとカナダ側には1922年および1954年に、アメリカ合衆国側には1961年に水力発電所が設置された。これらの水力発電所は合計4.4GWの電力を生産している。また、これらの水力発電所のダムができたことにより、ナイアガラ滝下流における侵食のペースは大きく抑えられた。
ナイアガラ川の主要な支流としてはトナワンダ川とウェランド川の2本が挙げられる。トナワンダ川はエリー運河の一部になっている。エリー運河はナイアガラ川の中洲であるグランド島の近くを起点とし、ニューヨーク州北部を東西に横断してハドソン川へと通じている。一方、ウェランド川はウェランド運河の一部になっている。ウェランド運河はナイアガラ滝を回避してエリー湖とオンタリオ湖の間に船を通すことができるようにつくられた閘門式運河である。
ナイアガラ川の左岸（西岸）はカナダ、右岸（東岸）はアメリカ合衆国の領土になっている。エリー湖の起点付近にはニューヨーク州第2の都市バッファローが位置している。ナイアガラ滝の両側にはオンタリオ州ナイアガラフォールズとニューヨーク州ナイアガラフォールズの双子都市が形成されている。ナイアガラ滝は中洲のゴート島でアメリカ滝とカナダ滝の2つに分かれているが、ゴート島そのものはアメリカ合衆国側にある。
ナイアガラ川にはブランディングガメ、ミズウミチョウザメなどの絶滅危惧種やフエコチドリを含む水鳥が生息しているため、2019年にアメリカ合衆国のラムサール条約登録地となった。また、ナイアガラ滝からジョージア湾とヒューロン湖本体の間にあるブルース半島まで伸びるナイアガラ崖線は1990年に「ナイアガラ崖線生物圏保護区」としてユネスコの生物圏保護区に指定された。

## 歴史
ナイアガラ川の周辺はフレンチ・インディアン戦争、独立戦争、米英戦争などの戦場となった。起点近くのエリー砦（カナダ側）、河口近くのジョージ砦（カナダ側）やナイアガラ砦（アメリカ合衆国側）といった砦はそういった戦争において重要な役割を果たした。これらの砦は、現在では史跡・公共緑地となっている。
南北戦争以前は、ナイアガラ川は南部から逃亡してきた黒人奴隷にとってはオハイオ川と並んで重要な意味を持っていた。南部の奴隷州から逃亡してきた奴隷を自由の身としてくれるのがオハイオ川であるならば、さしづめこのナイアガラ川は彼らの自由を保障する川であった。オハイオ川を渡って北岸の州、特にオハイオ州にたどり着いた奴隷は地下鉄道によってさらに北へと秘密裏に逃亡を続け、カナダを目指した。南部の農園主がカナダから奴隷を連れ戻すことは禁じられていたからである。オンタリオ州南部には、こうした逃亡奴隷が住み着いて形成されたコミュニティがいくつもある。
一方、ナイアガラ崖線とナイアガラ滝は長い間、水上交通の阻害要因であった。古くは、ナイアガラ滝をはさんで連水陸送のための道路が用意されていた。貨物を船から降ろし、陸路で輸送した上で別の船に積むための拠点として、カナダ側にクイーンストンとチッパワの村（現ナイアガラフォールズ市内）があった。1825年にエリー運河が、1829年にウェランド運河が開通すると、ナイアガラ滝を避けてエリー湖とハドソン川の間、またエリー湖とオンタリオ湖の間に船を通すことができるようになり、大西洋とエリー湖が2本の水上交通路で結ばれた。ウェランド運河はその後3回ルート変更がなされ、1932年に開通した第4運河が現在使用されている。
1918年、浚渫作業を行っていた鉄製の艀が流出して難破。滝から約600m上流の国境付近の岩に引っかかり100年以上の間、姿をさらすこととなった。2019年10月31日、強風と豪雨のため艀が回転するように移動、カナダ滝に近づいたことが確認されている。

## 主な島
- ゴート島
- グリーン島
- スリーシスターズ諸島（英語版）
- ネイビー島
- グランド島（英語版） - ナイアガラ川最大の島
- バックホーン島
- カユガ島（英語版）
- トナワンダ島
- モーター島
- リトルビーバー島
- ストロベリー島（英語版）
- ユニティ島